# Castelo de Drumlanrig

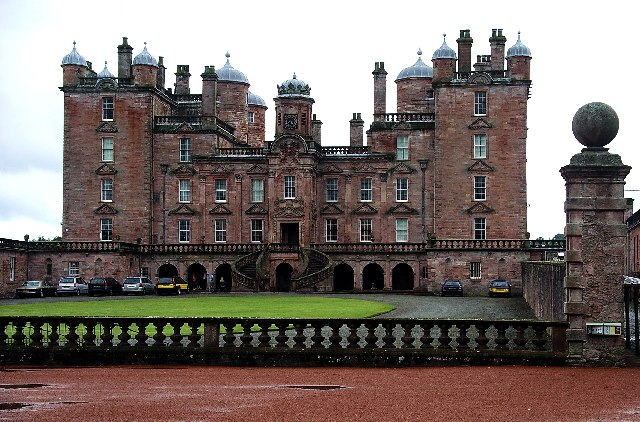
Fachada do Castelo de Drumlanrig

O Castelo de Drumlanrig (Lang-en|Drumlanrig Castle) é um grande palácio rural localizado perto de Thornhill, na região de Dumfries and Galloway, no sudoeste da Escócia. Apesar do seu nome, este edifício é, na verdade, um palácio barroco, não possuindo qualquer função militar, embora se tenham erguido no mesmo lugar dois castelos defensivos anteriores. Esta grande mansão campestre é uma das mais importantes construções do Renascimento. Foi construído entre 1679 e 1691 para o 1° Duque de Queensberry. Em 1810, o 3° Duque de Buccleuch herdou Drumlanrig de sua avó, lady Jane Douglas, filha do 2° Duque de Queensberry.
Uma das primeiras coisas que o visitante encontra é a "grande avenida" que conduz à frente do palácio. A casa fica situada em terras agrícolas, e na época certa do ano podem ser vistas ovelhas nos campos que englobam a "grande avenida". É considerado um sítio magnífico, digno duma visita.
Em agosto de 2003, a pintura Virgem do Fuso, de Leonardo da Vinci, foi furtada do castelo. Avaliada em 30 milhões de libras esterlinas, foi encontrada, em 4 de outubro de 2007, pela polícia britânica, tendo sido examinada por peritos para atestar a sua autenticidade.

## Galeria

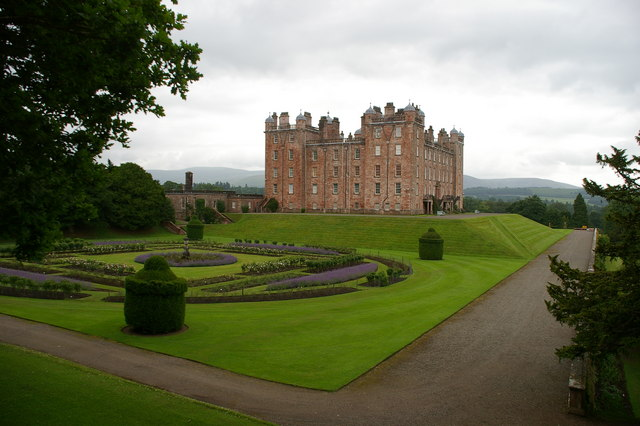
Castelo e seus jardins
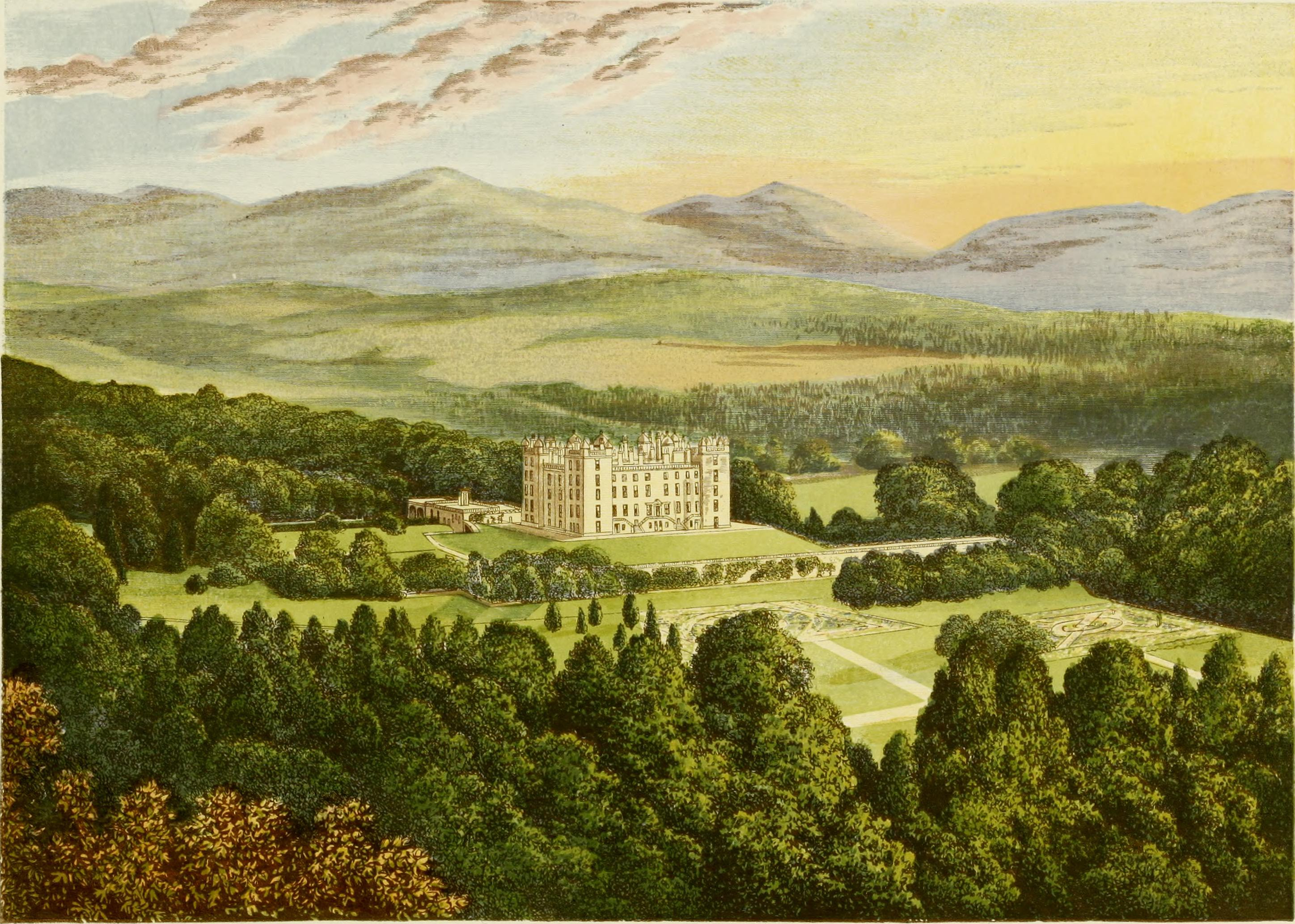
Ilustração de 1880
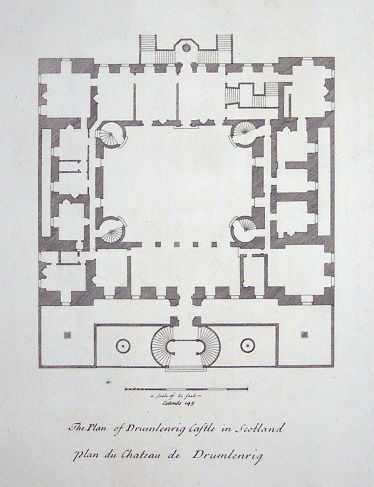
Planta de um pavimento
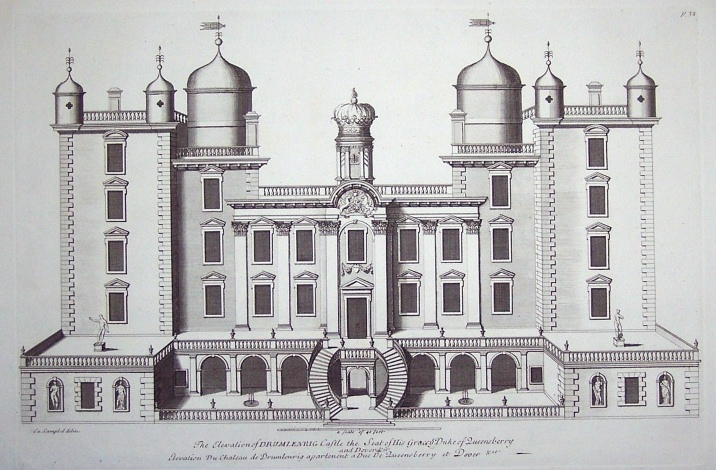
A entrada frontal